# Blechnum obtusum
Blechnum obtusum är en kambräkenväxtart som beskrevs av Robbin C. Moran och A. R. Sm. Blechnum obtusum ingår i släktet Blechnum och familjen Blechnaceae. Inga underarter finns listade.